# Timòmac de Bizanci
Timòmac (en grec antic: Τιμόμαχος, llatí: Timomachus) fou un destacat pintor grec nascut a Bizanci que probablement va florir a la meitat del segle I aC.
Les notícies que hi ha sobre Timòmac són confoses a l'hora de datar-lo. D'entrada, Plini el Vell diu que Juli Cèsar va comprar dues de les seves pintures, un Àjax i una Medea (probablement inacabada) per la immensa suma 80 talents àtics, i que les va dedicar al Temple de Venus Genetrix. Pel text de Plini, haurien estat pintades a l'època de la dictadura de Cèsar. Però, segons la coneguda llista de pintors grecs que es podien veure a diverses ciutats, elaborada per Ciceró, a Cízic hi havia un Àjax i una Medea; malgrat que no n'esmenta l'autor, hom ha pensat que podrien ser aquestes mateixes obres. A partir d'aquí, hom ha pensat que els dos quadres s'haurien pintat en una època molt anterior a Cèsar, quan la pintura grega era apreciada i coneguda per tothom; en efecte, per la manera en què les cita Ciceró, que diu que eren conegudes a Roma, no és possible que fossin pintades en temps del dictador. A favor d'aquesta interpretació hi ha la notícia que Marc Vipsani Agripa va comprar a Cízic dues pintures amb els noms d'Àjax i Venus i les va portar a Roma: s'ha sospitat que eren aquestes mateixes (malgrat que parla d'una Venus i no d'una Medea), de manera que les pintures de Cízic serien d'una època anterior (segurament del segle iii aC), tal vegada diferents de les comprades per Cèsar.
De les descripcions que resten de les imatges es considera que la principal virtut de Timòmac era l'expressivitat; uns epigrames de l'Antologia grega en parlen. La Medea seria la seva obra mestra, i la va representar meditant sobre l'assassinat dels seus fills, pensant si s'havia de lamentar pels seus propis mals o per la mort dels fills. D'aquí es dedueix que l'habilitat de Timòmac consistia a saber expressar les emocions que precedeixen a un acte horrible. Plutarc, que parla d'aquesta pintura, diu que era una d'aquelles obres d'art on l'artista representa actes no naturals (πράξεις ἄτοποι), que encara que abominem de l'acció representada lloem l'obra per la gran habilitat demostrada en presentar una acció futura. Altres epigrames de l'Antologia grega diuen que Timòmac pintava a l'encàustica.
Plini n'enumera altres obres: Orestes, Ifigenia entre els taures, Lecítion (un mestre de gimnàstica), Cognatio nobilium (una família noble), Palliati (dues figures vestides a punt de parlar, una d'asseguda, l'altra dreta) i una Gòrgona, la més reeixida de totes.